# Унгураш (комуна)
Унгураш (рум. Unguraș) — комуна у повіті Клуж в Румунії. До складу комуни входять такі села (дані про населення за 2002 рік):
- Батін (804 особи)
- Валя-Унгурашулуй (293 особи)
- Дароц (41 особа)
- Сікфа (18 осіб)
- Унгураш (1937 осіб)

Комуна розташована на відстані 337 км на північний захід від Бухареста, 50 км на північний схід від Клуж-Напоки.

## Населення
За даними перепису населення 2002 року у комуні проживали 3093 особи.
Національний склад населення комуни:
| Національність | Кількість осіб | Відсоток |
| -------------- | -------------- | -------- |
| угорці         | 1850           | 59,8%    |
| румуни         | 1131           | 36,6%    |
| цигани         | 109            | 3,5%     |
| українці       | 2              | 0,1%     |
| німці          | 1              | < 0,1%   |

Рідною мовою назвали:
| Мова       | Кількість осіб | Відсоток |
| ---------- | -------------- | -------- |
| угорська   | 1843           | 59,6%    |
| румунська  | 1235           | 39,9%    |
| циганська  | 10             | 0,3%     |
| німецька   | 3              | 0,1%     |
| українська | 2              | 0,1%     |

Склад населення комуни за віросповіданням:
| Релігія            | Кількість осіб | Відсоток |
| ------------------ | -------------- | -------- |
| реформати          | 1445           | 46,7%    |
| православні        | 1072           | 34,7%    |
| адвентисти         | 257            | 8,3%     |
| греко-католики     | 151            | 4,9%     |
| п'ятдесятники      | 86             | 2,8%     |
| римо-католики      | 62             | 2,0%     |
| баптисти           | 6              | 0,2%     |
| унітарії           | 1              | < 0,1%   |
| атеїсти            | 1              | < 0,1%   |
| не вказали релігію | 2              | 0,1%     |